# عاصم محمد باشا
عاصم محمد باشا (بالتركية: Asım Mehmed Paşa)‏‏ (ولدَ في 1840، أدرنة - توفي في 1886، طرابزون) هو سياسي عثماني، تولى منصب ناظر الخارجية.

## مناصبه
تولى المناصب التالية:
- وزارة الشؤون الخارجية (1878–1878)
- وزارة الشؤون الخارجية (1880–1881)
- وزارة الشؤون الخارجية (1884–1885)
- ناظر الأوقاف الهمايونية  [لغات أخرى]‏ (1882–1882)